# Equipo de Copa Davis de las Bahamas
El equipo Bahameño de Copa Davis es el representativo de Bahamas en la mayor competición internacional a nivel de naciones del tenis.

## Historia
Bahamas tuvo su mejor resultado en Copa Davis cuando alcanzó el grupo mundial en 1993 y fue eliminada por un equipo de Estados Unidos liderado por Andre Agassi.

### Estadísticas
| Jugador más joven                | Dentry Mortimer, con 16 años y 17 días                                  |
| Jugador más longevo              | John Farrington, con 40 años y 139 días                                 |
| Partido más largo                | Julen Uriguen derrotando a Marvin Rolle en 4 horas y 8 minutos, en 2009 |
| Serie más larga                  | 14 horas y 14 minutos contra Guatemala en 2009                          |
| Tie break más largo              | 22 puntos: Timothy Neilly pierde frente a Yohny Romero en 2008          |
| Set final más largo              | 26 games: Farrington/Smith pierden frente a Ashby/Frost en 1991         |
| Más games en una serie           | 233 games contra Barbados en 1991                                       |
| Victoria más amplia en una serie | Sets: 13 - 1 Juegos: 85 - 41 contra República Dominicana                |
| Victorias series consecutivas    | 6 victorias                                                             |
| Remontada 2:0 abajo              | 1 contra Perú en 1995                                                   |
| Victorias partidos consecutivos  |                                                                         |